# Кучерявий Олег Петрович
Кучерявий Олег Петрович (* 1962, м. Первомайськ
Луганської області) — український правозахисник, адвокат, публіцист, краєзнавець.

## Життєпис
Олег Кучерявий народився 1962 року у м. Первомайськ Луганської області (Україна, на той час — УРСР). Батько Олега Кучерявого — Кучерявий Петро Парфенійович родом з Північно-Бессарабського села Гвіздівці, що нині входить до складу Сокирянського району Чернівецької області України, мати — Кучерява Майя Іванівна, родом з м. Первомайська на Луганщині. У період з 1964 до 1979 років О. Кучерявий проживав з батьками у Молдавській РСР (м. Флорешти, м. Бельці, м. Унгени, м. Рибниця). У м. Рибниця О. Кучерявий у 1979 році закінчив середню школу, після чого того ж року поступив на навчання до Омської вищої школи міліції МВС СРСР (нині — Омська Академія МВС [Архівовано 2 січня 2015 у Wayback Machine.]). З 1983 року, після закінчення вищої школи міліції працював у підрозділах карного розшуку МВС Молдавської РСР (м. Кишинів, м. Єдинці), а з 1990 року — у підрозділах карного розшуку, слідчих підрозділах та підрозділах по боротьбі з організованою злочинністю МВС України. Звання - підполковник міліції. 
З 2001 року (після виходу на пенсію) — адвокат (свідоцтво про право на зайняття адвокатською діяльністю видане 21.06.2001 року Київською обласною КДК адвокатури), що здійснює індивідуальну адвокатську практику в Україні, член Національної Асоціації адвокатів України.

## Правозахисна діяльність
З 2001 року Олег Кучерявий активно працює у сфері адвокатської правозахисної діяльності в м. Києві, Київській, Житомирській, Вінницькій, Хмельницькій, Чернівецькій областях.
Сфери правозахисної діяльності — участь у кримінальному, цивільному, адміністративному та господарському судочинстві. Брав участь у захисті та представництві інтересів громадян у низці справ, що мали досить істотний резонанс, також у Тернопільській, Івано-Франківській і Одеській областях, у Криму. Спільно з російськими і молдавськими колегами — адвокатами брав участь у захисті прав українських громадян в Росії і в Молдові.
Адвокат Кучерявий О. П., по справах, які він вів, є ініціатором низки рішень вищих касаційних судових інстанцій України (Вищого спеціалізованого суду з розгляду цивільних і кримінальних справ, Вищого адміністративного суду України, Вищого господарського суду) і Верховного Суду України, що увійшли до складу загальновживаної судової практики України.
З 2002 року Адвокат Кучерявий О. П. активно працює у сфері підготовки заяв - скарг громадян України і іноземних громадян до Європейського суду з прав людини та супроводження цих справ. Зокрема, підготовлені ним заяви увійшли до таких досить відомих масштабних задоволених рішень Європейського суду, як «Кононова та інші проти України» (appl. № 11770/03 and 89 other applications; 2013), «Філатова та інші проти України» (appl. № 12424/06 and 15 other applications; 2014), «Цибулько та інші проти України» (appl. № 65656/11 and 249 other applications; 2013), «Нечипоренко та інші проти України» (appl. № 72631/10 and 249 other applications; 2013).

## Просвітницька діяльність
Одночасно, Кучерявий О. П., як правозахисник, займається активною просвітницькою діяльністю, спрямованою на підвищення правової обізнаності громадян. На його правозахисному сайті опубліковано більш, як 890 статей з питань кримінального, сімейного, трудового, спадкового, адміністративного, господарського, митного, податкового права, по кримінології, а також з питань захисту прав споживачів, боротьби з корупцією, з відмиванням незаконно одержаних коштів, з питань соціального захисту населення і звернень до Європейського суду. Більш, як 660 з цих статей підготовлені самим Кучерявим О. П. Чимало з опублікованих статей передруковано іншими періодичними паперовими та електронними виданнями.
За запрошеннями провідних юридичних ВУЗів, адвокат Кучерявий О. П. брав участь у низці науково-практичних юридичних конференцій, що проводилися в Україні, Російській Федерації і  в Казахстані, в тому числі — під егідою Організації з безпеки та співробітництва в Європі (ОБСЄ).

## Історико-краєзнавча діяльність
Вільний час Кучерявий О. П. присвячує краєзнавчій діяльності з вивчення історії Північної Бессарабії (яка нині є частиною Буковини), за його підтримки створені сайти батьківського села «Гвіздівці» та історично-краєзнавчий сайт «Сокирянщина». О. Кучерявий підготував для цих сайтів низку статей з історії краю, а також брав участь у підготовці матеріалів декількох краєзнавчих видань з іншими письменниками- краєзнавцями. Він є ініціатором та організатором створення електронної Книги пам'яті села Гвіздівці. У жовтні 2019 року О. Кучерявий у співавторстві з письменником-істориком Олексієм Мандзяком видав книгу "Гвіздівці. Шляхами століть" (Гвіздівці. Шляхами століть. / О.П. Кучерявий, О.С. Мандзяк – Кам’янець-Подільський: ФОП Панькова А. С., 2019. – 592 с.: іл. ISBN 978-617-7773-00-8), яка є історико-краєзнавчою науковою роботою.